# Алфредо Варела
Алфредо Варела (на испански: Alfredo Varela) е аржентински писател.

## Биография
Роден е в Буенос Айрес. През 1934 година се присъединява към Аржентинската комунистическа партия, където през 1963 година става член на централния ѝ комитет. Варела е дългогодишен член на Световния съвет на мира, където участва от създаването му, а от 1969 година е негов секретар.
Той е първият латиноамерикански писател, който гостува в България. По негова творба е създаден аржентинския филм „Реките текат мътни“ от 1952 година. Носител е на Ленинска награда за мир.
Автор е на няколко книги. Най-известната му творба е романът „Тъмната река“ (1943). Преведен е в чужбина, включително България.